# 사장님 귀는 당나귀 귀
《사장님 귀는 당나귀 귀》는 매주 일요일 오후 4시 40분에 방송되는 예능 프로그램이다.

## 기획 의도
대한민국 각계각층의 최정상 보스들과 직원들의 일터와 일상 관찰을 통해 그들의 관계를 살펴보고 과연 보스들이 직장에서 어떤 보스인지 보스들의 갑갑함을 밝혀보는 예능 프로그램이다.

## 방송 시간
| 방송 채널 | 방송 기간                         | 방송 시간                            | 방송 시간                            | 비고      |
| --------- | --------------------------------- | ------------------------------------ | ------------------------------------ | --------- |
| KBS 2TV   | 2019년 4월 28일 ~ 2019년 12월 1일 | 1부                                  | 매주 일요일 오후 5시 ~ 5시 40분      | 분리 편성 |
| KBS 2TV   | 2019년 4월 28일 ~ 2019년 12월 1일 | 2부                                  | 매주 일요일 오후 5시 50분 ~ 6시 20분 | 분리 편성 |
| KBS 2TV   | 2019년 12월 8일 ~ 2021년 6월 27일 | 1부                                  | 매주 일요일 오후 5시 ~ 5시 55분      | 분리 편성 |
| KBS 2TV   | 2019년 12월 8일 ~ 2021년 6월 27일 | 2부                                  | 매주 일요일 오후 5시 55분 ~ 6시 30분 | 분리 편성 |
| KBS 2TV   | 2021년 7월 4일 ~ 2024년 2월 4일   | 매주 일요일 오후 4시 45분 ~ 6시 15분 | 매주 일요일 오후 4시 45분 ~ 6시 15분 | 통합 편성 |
| KBS 2TV   | 2024년 2월 11일 ~ 현재            | 매주 일요일 오후 4시 40분 ~ 6시 10분 | 매주 일요일 오후 4시 40분 ~ 6시 10분 | 통합 편성 |

## 진행자

### 현재 MC
| 출연진 | 방송 기간                        | 회차         | 비고                               |
| ------ | -------------------------------- | ------------ | ---------------------------------- |
| 김숙   | 2019년 4월 28일 ~ 2022년 3월 6일 | 1회 ~ 146회  | 147회, 148회 코로나 19로 인한 불참 |
| 김숙   | 2022년 3월 27일 ~ 현재           | 149회 ~ 현재 | 147회, 148회 코로나 19로 인한 불참 |
| 전현무 | 2019년 4월 28일 ~ 현재           | 1회 ~ 현재   |                                    |

### 이전 MC
| 출연진 | 방송 기간                          | 회차          | 비고                    |
| ------ | ---------------------------------- | ------------- | ----------------------- |
| 김용건 | 2019년 4월 28일 ~ 2019년 12월 8일  | 1회 ~ 33회    |                         |
| 심영순 | 2019년 12월 15일 ~ 2020년 7월 19일 | 34회 ~ 65회   |                         |
| 허재   | 2022년 1월 30일 ~ 2022년 9월 18일  | 142회 ~ 174회 | 보스 출연으로 인한 하차 |
| 김희철 | 2022년 10월 23일 ~ 2024년 5월 12일 | 179회 ~ 257회 |                         |

## 출연진

### 현재 출연진
| 고정 출연진   | 고정 출연진           | 고정 출연진                       | 고정 출연진   | 고정 출연진         |
| 출연진        | 직업                  | 방송 기간                         | 회차          | 비고                |
| ------------- | --------------------- | --------------------------------- | ------------- | ------------------- |
| 정지선        | 중식 요리사           | 2023년 1월 15일 ~ 현재            | 190회 ~ 현재  | 역대 최장 기간 출연 |
| 박명수        | 박명수의 라디오쇼 DJ  | 2024년 1월 14일 ~ 현재            | 240회 ~ 현재  |                     |
| 엄지인        | KBS 아나운서          | 2024년 7월 14일 ~ 현재            | 266회 ~ 현재  |                     |
| 이순실        | 이북 요리 전문가      | 2024년 9월 22일 ~ 현재            | 274회 ~ 현재  |                     |
| 신종철        | 호텔 총주방장         | 2024년 12월 22일 ~ 현재           | 286회 ~ 현재  |                     |
| 변진섭        | 가수                  | 2025년 5월 18일 ~ 현재            | 306회 ~ 현재  |                     |
| 정원오        | 서울특별시 성동구청장 | 2025년 6월 8일~현재               | 309회 ~ 현재  |                     |
| 반고정 출연진 |                       |                                   |               |                     |
| 출연진        | 직업                  | 방송 기간                         | 회차          | 비고                |
| 정호영        | 일식 요리사           | 2021년 8월 22일 ~ 2023년 1월 22일 | 120회 ~ 191회 |                     |
| 정호영        | 일식 요리사           | 2023년 5월 21일 ~ 현재            | 208회 ~ 현재  |                     |

### 이전 출연진
| 출연진                      | 출연 당시 직업                      | 방송 기간                           | 회차             | 비고                                    |
| --------------------------- | ----------------------------------- | ----------------------------------- | ---------------- | --------------------------------------- |
| 김준호                      | 개그맨                              | 2019년 2월 5일 ~ 2019년 2월 6일     | 파일럿           | 파일럿 출연진                           |
| 故박원순                    | 서울특별시장                        | 2019년 2월 5일 ~ 2019년 2월 6일     | 파일럿           | 파일럿 출연진                           |
| 타이거 JK                   | 필굿뮤직 대표                       | 2019년 5월 12일 ~ 2019년 7월 21일   | 3회 ~ 13회       |                                         |
| 타이거 JK                   | 필굿뮤직 대표                       | 2020년 12월 13일 ~ 2020년 12월 27일 | 86회 ~ 88회      |                                         |
| 원희룡                      | 전 제주특별자치도지사               | 2019년 7월 7일 ~ 2019년 10월 6일    | 11회 ~ 24회      |                                         |
| 최현석                      | 양식 요리사                         | 2019년 11월 10일 ~ 2019년 12월 29일 | 29회 ~ 36회      |                                         |
| 박술녀                      | 한복 디자이너                       | 2020년 1월 5일 ~ 2020년 2월 16일    | 37회 ~ 43회      |                                         |
| 박술녀                      | 한복 디자이너                       | 2021년 4월 25일 ~ 2021년 5월 23일   | 105회 ~ 109회    |                                         |
| 박술녀                      | 한복 디자이너                       | 2022년 1월 30일                     | 142회            |                                         |
| 심영순                      | 한식 요리 연구가                    | 2019년 4월 28일 ~ 2020년 7월 19일   | 1회 ~ 65회       |                                         |
| 심영순                      | 한식 요리 연구가                    | 2021년 3월 21일 ~ 2021년 4월 4일    | 100회 ~ 102회    |                                         |
| 심영순                      | 한식 요리 연구가                    | 2022년 1월 30일                     | 142회            |                                         |
| 김소연                      | 에스팀 대표                         | 2019년 10월 13일 ~ 2020년 7월 12일  | 25회 ~ 64회      |                                         |
| 김소연                      | 에스팀 대표                         | 2021년 3월 21일 ~ 2021년 4월 4일    | 100회 ~ 102회    |                                         |
| 김소연                      | 에스팀 대표                         | 2022년 1월 30일                     | 142회            |                                         |
| 김소연                      | 에스팀 대표                         | 2024년 10월 6일 ~ 2024년 10월 27일  | 276회 ~ 278회    |                                         |
| 김소연                      | 에스팀 대표                         | 2024년 11월 3일 ~ 2024년 11월 10일  | 279회 ~ 280회    |                                         |
| 김소연                      | 에스팀 대표                         | 2024년 11월 17일                    | 281회            |                                         |
| 헤이지니                    | 유튜버                              | 2020년 3월 1일 ~ 2020년 6월 21일    | 45회 ~ 61회      |                                         |
| 헤이지니                    | 유튜버                              | 2021년 1월 24일 ~ 2021년 4월 4일    | 92회 ~ 102회     |                                         |
| 헤이지니                    | 유튜버                              | 2022년 1월 30일                     | 142회            |                                         |
| 오중석                      | 사진 작가                           | 2020년 7월 26일 ~ 2020년 10월 4일   | 66회 ~ 76회      |                                         |
| 오중석                      | 사진 작가                           | 2022년 1월 30일                     | 142회            |                                         |
| 마마무                      | 가수                                | 2020년 11월 1일 ~ 2020년 12월 6일   | 80회 ~ 85회      |                                         |
| 임성빈                      | 인테리어 디자이너                   | 2020년 12월 13일 ~ 2020년 12월 27일 | 86회 ~ 88회      |                                         |
| 임성빈                      | 인테리어 디자이너                   | 2021년 3월 21일 ~ 2021년 4월 4일    | 100회 ~ 102회    |                                         |
| 송훈                        | 이탈리아 요리 전문가                | 2020년 7월 19일 ~ 2021년 1월 24일   | 65회 ~ 92회      |                                         |
| 송훈                        | 이탈리아 요리 전문가                | 2021년 3월 21일 ~ 2021년 4월 4일    | 100회 ~ 102회    |                                         |
| 송훈                        | 이탈리아 요리 전문가                | 2022년 1월 30일                     | 142회            |                                         |
| 송훈                        | 이탈리아 요리 전문가                | 2024년 6월 16일 ~ 2024년 6월 23일   | 262회 ~ 263회    |                                         |
| 송훈                        | 이탈리아 요리 전문가                | 2024년 9월 22일                     | 274회            |                                         |
| 정재용                      | KBS 스포츠국장                      | 2021년 7월 18일                     | 117회            | 특별출연                                |
| 김정환&구본길&김준호&오상욱 | 남자 펜싱 국가대표팀                | 2021년 8월 8일 ~ 2021년 8월 15일    | 118회 ~ 119회    | 특별출연                                |
| 토니 안                     | 티엔엔터테인먼트 대표               | 2021년 6월 6일 ~ 2021년 9월 19일    | 111회 ~ 124회    |                                         |
| 토니 안                     | 티엔엔터테인먼트 대표               | 2022년 1월 30일                     | 142회            |                                         |
| 현주엽                      | 전 농구감독, 방송인                 | 2019년 4월 28일 ~ 2019년 10월 27일  | 1회 ~ 27회       |                                         |
| 현주엽                      | 전 농구감독, 방송인                 | 2020년 5월 10일 ~ 2021년 10월 17일  | 55회 ~ 128회     |                                         |
| 현주엽                      | 전 농구감독, 방송인                 | 2022년 2월 20일                     | 144회            |                                         |
| 톰 호지슨                   | 시나리오 작가                       | 2021년 9월 26일 ~ 2021년 10월 17일  | 125회 ~ 128회    | 방송 최초 외국인 고정 출연              |
| 백지선                      | 대한민국 아이스하키 국가대표팀 감독 | 2021년 11월 28일 ~ 2021년 12월 5일  | 133회 ~ 144회    |                                         |
| 황재근                      | 패션 디자이너                       | 2021년 12월 12일 ~ 2022년 2월 6일   | 135회 ~ 143회    |                                         |
| 존 리                       | 금융인                              | 2022년 1월 23일 ~ 2022년 2월 20일   | 141회 ~ 144회    |                                         |
| 허니제이                    | 안무가                              | 2022년 2월 27일 ~ 2022년 4월 3일    | 145회 ~ 150회    |                                         |
| 최은호                      | 일반회사 대표                       | 2022년 3월 27일 ~ 2022년 5월 29일   | 149회 ~ 158회    |                                         |
| 여에스더                    | 약품 회사 대표                      | 2022년 6월 5일 ~ 2022년 8월 7일     | 159회 ~ 168회    |                                         |
| 이특 & 신동                 | 사업가                              | 2022년 8월 14일 ~ 2022년 8월 21일   | 169회 ~ 170회    | 방송 최초 공동 보스 출연진              |
| 양치승                      | 헬스 트레이너                       | 2019년 11월 3일 ~ 2020년 9월 20일   | 27회 ~ 74회      |                                         |
| 양치승                      | 헬스 트레이너                       | 2021년 1월 31일 ~ 2021년 9월 5일    | 93회 ~ 142회     |                                         |
| 양치승                      | 헬스 트레이너                       | 2022년 1월 30일 ~ 2022년 2월 20일   | 142회 ~ 144회    |                                         |
| 양치승                      | 헬스 트레이너                       | 2022년 8월 21일 ~ 2022년 12월 25일  | 170회 ~ 187회    |                                         |
| 정영준                      | 메타코미디 대표                     | 2022년 8월 28일 ~ 2022년 10월 16일  | 171회 ~ 178회    |                                         |
| 장윤정                      | 가수                                | 2022년 5월 1일 ~ 2022년 7월 10일    | 154회 ~ 164회    |                                         |
| 장윤정                      | 가수                                | 2022년 8월 21일 ~ 2022년 11월 6일   | 170회 ~ 180회    |                                         |
| 구자철                      | 2022년 FIFA 월드컵 KBS 해설위원     | 2022년 11월 13일 ~ 2022년 11월 27일 | 181회 ~ 183회    | 2022년 FIFA 월드컵 특집 특별출연        |
| 김주원                      | 발레리나                            | 2022년 11월 27일 ~ 2022년 12월 4일  | 183회 ~ 184회    |                                         |
| 김형래                      | 항공사 승무원                       | 2022년 9월 11일 ~ 2023년 1월 8일    | 173회 ~ 189회    |                                         |
| 김형래                      | 항공사 승무원                       | 2023년 5월 21일 ~ 2023년 6월 4일    | 208회 ~ 210회    |                                         |
| 김우리                      | 소셜 미디어 커머스 대표             | 2022년 12월 11일 ~ 2023년 1월 8일   | 185회 ~ 189회    |                                         |
| 허재                        | 고양 캐롯 점퍼스 구단주             | 2022년 9월 25일 ~ 2023년 1월 22일   | 175회 ~ 191회    |                                         |
| 김기태                      | 영암군 민속 씨름단 감독             | 2020년 10월 11일 ~ 2021년 4월 18일  | 77회 ~ 105회     |                                         |
| 김기태                      | 영암군 민속 씨름단 감독             | 2021년 12월 26일 ~ 2021년 1월 2일   | 137회 ~ 138회    |                                         |
| 김기태                      | 영암군 민속 씨름단 감독             | 2022년 5월 22일 ~ 2023년 3월 5일    | 157회 ~ 197회    |                                         |
| 김기태                      | 영암군 민속 씨름단 감독             | 2024년 3월 17일                     | 249회            |                                         |
| 권상혁                      | 먹방 크리에이터                     | 2023년 2월 12일 ~ 2023년 3월 19일   | 194회 ~ 199회    |                                         |
| 비키정                      | 이벤트 공간 디자이너                | 2023년 4월 2일 ~ 2023년 4월 9일     | 203회 ~ 204회    |                                         |
| 이은결                      | 마술사                              | 2023년 1월 29일 ~ 2023년 5월 7일    | 192회 ~ 206회    |                                         |
| 김문정                      | 음악감독                            | 2021년 3월 14일 ~ 2021년 7월 11일   | 99회 ~ 116회     |                                         |
| 김문정                      | 음악감독                            | 2021년 10월 24일 ~ 2021년 11월 21일 | 129회 ~ 132회    |                                         |
| 김문정                      | 음악감독                            | 2022년 1월 30일                     | 142회            |                                         |
| 김문정                      | 음악감독                            | 2023년 5월 7일 ~ 2023년 5월 14일    | 206회 ~ 207회    |                                         |
| 현정화                      | 한국마사회 여자 탁구단 감독         | 2023년 5월 14일 ~ 2023년 6월 4일    | 207회 ~ 210회    |                                         |
| 김연자                      | 가수                                | 2023년 6월 4일 ~ 2023년 6월 11일    | 210회 ~ 211회    |                                         |
| 김종민                      | 코요태 리더                         | 2023년 7월 16일 ~ 2023년 7월 30일   | 216회 ~ 218회    |                                         |
| 라이머                      | 브랜뉴뮤직 대표                     | 2023년 8월 13일 ~ 2023년 10월 22일  | 220회 ~ 228회    |                                         |
| 성지인                      | 결혼 정보 회사 대표                 | 2023년 7월 2일 ~ 2023년 10월 29일   | 214회 ~ 229회    |                                         |
| 김병현                      | 햄버거집 사장                       | 2021년 8월 29일 ~ 2023년 1월 1일    | 121회 ~ 188회    |                                         |
| 김병현                      | 햄버거집 사장                       | 2023년 3월 5일 ~ 2023년 12월 10일   | 197회 ~ 235회    |                                         |
| 김병현                      | 햄버거집 사장                       | 2024년 8월 18일 ~ 2024년 8월 25일   | 268회 ~ 269회    |                                         |
| 김병현                      | 햄버거집 사장                       | 2025년 1월 5일                      | 287회            |                                         |
| 김병현                      | 햄버거집 사장                       | 2025년 2월 2일                      | 291회            |                                         |
| 김병현                      | 햄버거집 사장                       | 2025년 3월 23일                     | 298회            |                                         |
| 히밥                        | 먹방 크리에이터                     | 2023년 9월 17일 ~ 2023년 12월 31일  | 225회 ~ 238회    |                                         |
| 추성훈                      | 격투기 선수                         | 2023년 6월 25일 ~ 2024년 1월 14일   | 213회 ~ 240회    |                                         |
| 김헌성                      | 호텔 CEO                            | 2023년 10월 29일 ~ 2024년 2월 11일  | 229회 ~ 244회    |                                         |
| 김헌성                      | 호텔 CEO                            | 2024년 6월 2일                      | 260회            |                                         |
| 김헌성                      | 호텔 CEO                            | 2024년 6월 9일                      | 261회            |                                         |
| 진성                        | 가수                                | 2024년 2월 25일 ~ 2024년 3월 10일   | 246회 ~ 248회    |                                         |
| 장민호                      | 가수                                | 2023년 11월 19일 ~ 2024년 3월 24일  | 232회 ~ 250회    |                                         |
| 김호중                      | 성악가                              | 2022년 7월 17일 ~ 2022년 7월 31일   | 165회 ~ 167회    | 음주 뺑소니로 인한 다시보기 중지 출연진 |
| 김호중                      | 성악가                              | 2024년 3월 31일 ~ 2024년 4월 14일   | 251회 ~ 253회    | 음주 뺑소니로 인한 다시보기 중지 출연진 |
| 故김수미                    | 배우                                | 2023년 4월 23일 ~ 2023년 4월 30일   | 204회 ~ 205회    |                                         |
| 故김수미                    | 배우                                | 2023년 9월 10일 ~ 2023년 12월 31일  | 224회 ~ 238회    |                                         |
| 故김수미                    | 배우                                | 2024년 4월 14일 ~ 2024년 4월 21일   | 253회 ~ 254회    |                                         |
| 지춘희                      | 디자이너                            | 2024년 4월 28일 ~ 2024년 5월 12일   | 254회 ~ 257회    |                                         |
| 지춘희                      | 디자이너                            | 2024년 10월 27일 ~ 2024년 11월 3일  | 278회 ~ 279회    |                                         |
| 지춘희                      | 디자이너                            | 2024년 11월 24일                    | 282회            |                                         |
| 이연복                      | 중식 요리사                         | 2019년 2월 5일 ~ 2019년 5월 5일     | 파일럿 1회 ~ 2회 | 파일럿부터 출연                         |
| 이연복                      | 중식 요리사                         | 2020년 2월 16일 ~ 2020년 2월 23일   | 43회 ~ 44회      | 파일럿부터 출연                         |
| 이연복                      | 중식 요리사                         | 2023년 1월 29일 ~ 2024년 6월 30일   | 192회 ~ 264회    | 파일럿부터 출연                         |
| 김연경                      | 여자 배구 선수                      | 2024년 6월 30일 ~ 2024년 7월 7일    | 264회 ~ 265회    |                                         |
| 박기량                      | 치어리더                            | 2024년 1월 28일 ~ 2024년 10월 20일  | 242회 ~ 277회    |                                         |

## 결방 및 편성 변경
2021년
- 7월 25일 ~ 8월 1일 : 2020 도쿄 하계 올림픽 중계방송으로 인한 결방.
- 11월 7일 : 2021년 KBO 포스트시즌 준플레이오프 3차전 두산 베어스 VS LG 트윈스 중계방송으로 인한 결방.

2022년
- 2월 6일 : 2022 베이징 동계 올림픽 중계방송으로 인해 오후 5시 50분에 방송.
- 2월 13일 : 2022 베이징 동계 올림픽 중계방송으로 인한 결방.
- 10월 30일 : 이태원 압사 사고 여파로 인한 결방.

2023년
- 7월 16일 : 장마철 뉴스특보로 드라마 재방송 후 저녁 6시 35분에 방송.
- 9월 24일 ~ 10월 1일 : 2022 항저우 아시안 게임 중계방송으로 인한 결방.

2024년
- 7월 28일 ~ 8월 4일 : 2024 파리 하계 올림픽 중계방송으로 인한 결방.
- 10월 13일 : KBS 스포츠 2024년 KBO 포스트시즌 플레이오프 1차전 LG 트윈스 VS 삼성 라이온즈 중계방송 및 놓친예능 따라잡기 영화가 좋다 베스트 편성으로 인한 결방.
- 12월 29일 : 제주항공 2216편 활주로 이탈 사고로 인한 결방

2025년
- 1월 5일 : KB금융 코리아 피겨스케이팅 챔피언십 2025 전국남녀 종합선수권대회 겸 국가대표 2차 선발전 중계로 인한 지연 편성

## 같이 보기
- 관찰 버라이어티

## 수상 경력
- 2019년 KBS 연예대상
  - 쇼·오락 신인상 : 심영순
  - 핫이슈 예능인상 : 양치승

- 2020년 KBS 연예대상
  - 리얼리티 베스트 엔터테이너상 : 양치승
  - 리얼리티 부문 최우수상 : 현주엽
  - 대상 : 김숙

- 2021년 KBS 연예대상
  - 핫이슈 예능인상 : 정호영
  - 올해의 예능인상 : 전현무, 김숙
  - 리얼리티 부문 베스트 엔터테이너상 : 김병현
  - 쇼·버라이어티 부문 베스트 엔터테이너상 : 솔라
  - 리얼리티 부문 최우수상 : 허재

- 2022년 KBS 연예대상
  - 베스트 아이콘상 : 허재, 정호영, 김병현, 유희관, 이대형, 김정태, 곽범
  - 프로듀서 특별상 : 허재
  - 리얼리티 부문 우수상 : 김병현
  - 올해의 예능인상 : 김숙, 전현무

- 2023년 KBS 연예대상
  - 리얼리티 부문 신인상 : 정지선
  - 베스트 아이콘상 : 추성훈
  - 올해의 예능인상 : 김숙, 전현무

- 2024년 KBS 연예대상
  - 베스트아이콘상 : 이연복,엄지인
  - 리얼리티 부문 여자 우수상 : 정지선
  - 올해의 예능인상: 전현무